# Yaron Ben Harush
Yaron Ben Harush (hebräisch ירון בן הרוש; * 13. Juni 1995) ist ein israelischer Schauspieler.

## Leben und Karriere
Harush wurde sm 13. Juni 1995 geboren. Bekanntheit er langte er 2017 in der Fernsehserie Kadabra. 2018 war er in der zweiten Staffel von Ne’almim zu sehen. Im selben Jahr wurde er für den Film HaNeshef gecastet. Von 2019 bis 2020 bekam Harush in der Serie HaTachana eine Hauptrolle.

## Filmografie
- 2017: Kadabra (Fernsehserie, 50 Episoden)
- 2018: HaNeshef
- 2018: Ne’almim (Fernsehserie)
- 2019–2020: HaTachana (Fernsehserie, 7 Episoden)